# 塔尔夏
塔尔夏（義大利語：Tarsia），是意大利科森扎省的一个市镇。总面积49.35平方公里，人口2197人，人口密度44.5人/平方公里（2009年）。ISTAT代码为078145。